# Dom der Reinigung der Jungfrau Maria

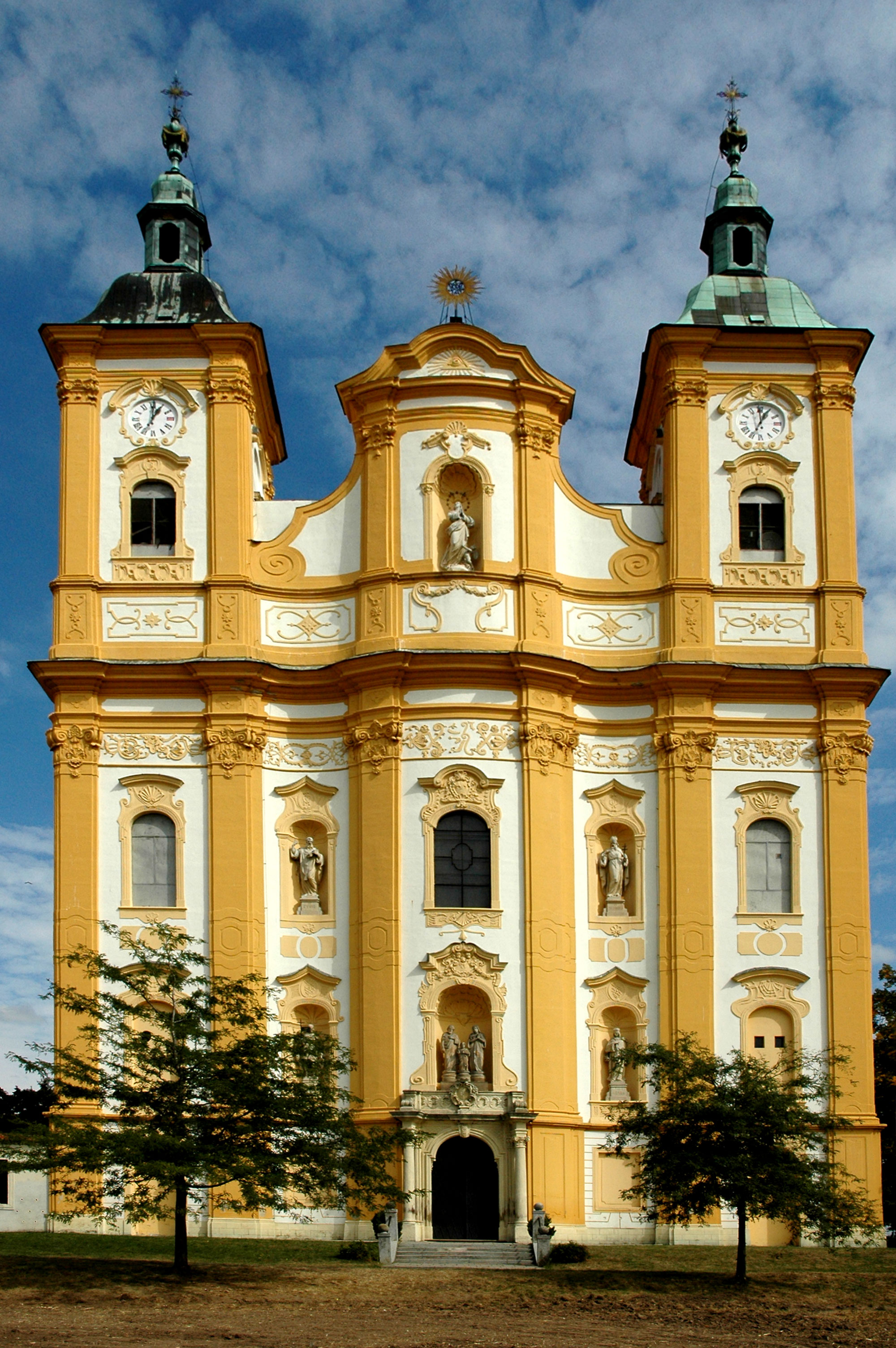
Wallfahrtskirche Mariä Reinigung

Der Dom der Reinigung der Jungfrau Maria (tschechisch: Chrám Očišťování Panny Marie) steht in Dub nad Moravou (Dub an der March), 14 km südlich von Olmütz in Nordmähren. Der Patrozinium leitet sich von der früheren lateinischen Bezeichnung des Festes der Darstellung des Herrn, Purificatio Mariae, am 2. Februar ab.
Der Dom und die Barockkirche in Dub nad Moravou werden auch als „Haná-Basilika“ bezeichnet. Erbaut wurde der Dom in den Jahren 1734–1756 vom Architekten Jiri Klíčník. Das Schiff ist 60 Meter lang, 29 Meter breit und 39 Meter hoch. Außerordentlich wertvoll sind die Barockdenkmäler des Heiligen Florian (1733), des Heiligen Johannes Nepomuk (1739) und des Heiligen Josef (1740). Weitere Denkmäler sind das Steinkreuz bei der Kirche, die Kapelle der heiligen Margareta mit einem Brunnen und eine alte Linde. Ferner bemerkenswert ist in dieser Wallfahrtskirche die Barockorgel aus der Werkstatt des Orgelbaumeister Jan Vymol aus Brünn.